# Nersès de Lampron
Nersès de Lampron ou Nersès Lambronatsi (en arménien Ներսես Լամբրոնացի ; né en 1153, mort à Tarse le 17 juillet 1198) est un archevêque arménien de Tarse (1176-1198). Il joue un rôle important dans les tentatives d’union de l’Église apostolique arménienne avec l'Eglise orthodoxe de son époque. Il est également considéré du fait de la qualité, de l’abondance et de la variété de sa production comme l’un des principaux écrivains de la littérature arménienne médiévale.

## Biographie

### Origine
Né en 1153, Nersès appartient par son père à la maison héthoumide. Il est le fils d’Oshin II, seigneur de Lampron († 1170). Sa mère, Schahandoukht Pahlavouni, se considère comme une descendante de saint Grégoire l'Illuminateur ; par elle il est le neveu du Catholicos Nersès IV Chnorhali et le cousin de Grégoire IV Tgha.
Le Catholicos Hovhannès VI Medzabaro est également son cousin germain du côté paternel.

### Un prélat politique
Destiné à l’Église pendant que son frère Héthoum III († 1218) assume la succession paternelle, il reçoit une formation poussée tant dans le domaine religieux que dans le profane. Il a une connaissance approfondie des langues : grec, latin, syriaque et sans doute copte. Ordonné prêtre en 1169, il est consacré archevêque de Tarse en 1176.
En 1179, il participe à un concile réuni à Hromgla par le Catholicos Grégoire IV Tgha dans le but d’examiner les conditions de l'union des Églises. Des formules de transaction sont envisagées mais aucune décision n’est prise. Nersès est initialement plutôt partisan de l’union de l’Église apostolique arménienne avec l’Église orthodoxe grecque. L’adresse qu’il rédige à l’occasion de ce concile est considérée comme un chef-d’œuvre de style.
Les contacts pris avec les Grecs demeurent sans suite du fait de la mort de l’empereur Manuel Ier et des troubles liés à sa succession. L’attitude des empereurs suivants est par ailleurs résolument hostile aux Arméniens. Déçus, ces derniers décident de se tourner vers l’Église latine. Cette nouvelle orientation religieuse est d’ailleurs conforme à la politique de Léon, prince de Cilicie, qui souhaite obtenir une couronne royale. En 1189, Léon envoie pour formuler sa requête Nersès de Lampron à la tête d’une ambassade à l’empereur Frédéric Barberousse qui traverse l’Asie Mineure.
En 1193, à la mort du Catholicos Grégoire IV Tgha, dont il a été le fidèle collaborateur, Nersès de Lampron postule à sa succession mais il est écarté par le clergé traditionaliste qui n’approuve par ses positions pro-latines. Le Catholicos suivant, Grégoire V Karavège, est déposé dès 1194 en faveur de Grégoire VI Apirat, plus favorable à la l’ambition royale de Léon.
En 1195, le pape Célestin III et l’empereur Henri VI ne sont pas opposés à cette demande mais font dépendre sa réalisation de l’union de l’Église apostolique arménienne avec l’Église catholique romaine. Le légat du pape, Conrad Ier de Wittelsbach, archevêque de Mayence, peut alors se rendre à Tarse et évoquer avec le Catholicos et le clergé les conditions de ce projet. Nersès, qui est devenu un partisan ardent de cette union, participe activement aux négociations dont les résultats sont approuvés par un synode de 12 évêques et le prince Léon. Léon II d'Arménie est couronné roi d’Arménie le 6 janvier 1198 pendant que le nouveau Catholicos, Grégoire VI Apirat, reçoit le pallium du pape.
Nersès meurt six mois plus tard, le 17 juillet 1198, à Tarse.

## Œuvre littéraire
Nersès de Lampron est un représentant majeur de la culture et de la littérature arméniennes médiévales.
Son œuvre comprend, outre des ouvrages liturgiques, un recueil de chants et d’hymnes d’églises, un Traité des évêchés et des sièges patriarcaux, une Explication sur le rite et les œuvres ecclésiastiques, une élégie de son parent le Catholicos Nersès IV Chnorhali. Elle comporte également son discours solennel au concile de Hromgla et des commentaires des textes sacrés sur les Psaumes de David, les Douze Proverbes mineurs, l’Ecclésiaste et le Livre des prophètes.
Une partie de sa correspondance a été également conservée, dont une lettre au prince Léon et une autre à un certain Uskan, moine d’Antioche.
Nersès a été également un traducteur ; sa production comprend la règle de saint Benoît, les Dialogues du pape Grégoire Ier, des lettres des papes Lucius III et Clément III au catholicos Grégoire IV Tgha. Il a également traduit du syriaque les Homélies de Jacques de Saroug et sans doute du copte une Vie des Pères du Désert.